# برهنه‌ساقیان
برهنه‌ساقیان (Psilotaceae) نام یکی از تیره‌های گیاهی سرخس‌مانند است که دو سرده دارد.
این تیره از نهانزادان آوندی است که دارای ساقه‌های بندبند و هاگدان‌های سه‌تایی در هر گره و فاقد برگ مشخص‌اند.